# 渡部和生
渡部和生（わたべ かずお、Watabe Kazuo, 1956年-  ）は日本の建築家。
惟建築計画を主宰。2014年から日本大学工学部特任教授。

## 経歴
学歴
1979年、東北大学工学部建築学科卒業。 
略歴
1979年から1986年、蔵王建築設計事務所。1987年、惟建築計画設立。

## 主要作品
- コートローレル・にしくぼ診療所（2017年）[1]
- 須賀川市立大東こども園・児童クラブ館 (2016年）[2]
- 太田看護専門学校 日本建築士会連合会 2004年日本建築士会連合会賞
- 福島県立郡山養護学校 2004年日本建築学会賞（作品）2003年　日本建築士連合会賞、2003年グッドデザイン賞、日本建築学会・作品選奨、2004年　建築業協会（BCS）賞、2006年　公共建築賞
- 太田綜合病院附属老人保健施設  1997年日本建築家協会新人賞 [3]
- 須賀川市立第二小学校（2016年）
- 須賀川市立大東こども園・大東児童クラブ館（2015年）
- 長岡市立東中学校（2008年）長建設計事務所共同[4]
- 老人保健施設「桔梗」 1999年 日本建築学会・作品選奨
- 東村保健福祉センター　2004年 公共建築賞優秀賞[5]
- 武蔵野陽和会病院 副島建築設計事務所と協働[6]

## 著作寄稿
共著
- 医院の計画と設計実例集「計画編」（彰国社、1997年）

## 参考
脚注
1. ↑  建築作品集「店舗・施設の仕事」(ARTBOXｲﾝﾀｰﾅｼｮﾅﾙ) 新建築　2012年3月号
2. ↑  「新建築」2016年5月号(新建築社)
3. ↑  GA JAPAN 056,『建築文化』第57巻、2002年
4. ↑  「新建築」2009年3月号(新建築社)
5. ↑  新建築2000年7月号
6. ↑  「新建築」2006年7月号(新建築社)

外部リンク
- 渡部 和生 || （株）惟建築計画 || 登録建築家 - 建築家資格制度 http://www.jcarb.com/Portfolio00004211.html
- KAZUO WATABE／Yui Architects ＆ Planners www.yui-kenchiku.jp/